# برونتال
برونتال (بالتشيكية: Bruntál)‏ هي بلدة في إقليم مورافيا-سيليزيا في جمهورية التشيك، وهي مركز مقاطعة برونتال.
يبلغ عدد سكان هذه البلدة 16,784 حسب إحصاء في سنة 2014.

## توأمة
لبرونتال اتفاقيات توأمة مع كل من:
- Plungė [الإنجليزية]‏
- أوبولي (8 ديسمبر 1997 - )[6]
- بودينغن
- شتوروفو
- كاستلارانو
- زبنيتس

## أعلام
- سيغفريد هيلت
- إيرينا أندرس
- هانا هوراكوفا
- نوربرت كلاين

## اقرأ أيضاً
- مقاطعة برونتال